# Acentroscelus gallinii
Acentroscelus gallinii là một loài nhện trong họ Thomisidae.
Loài này thuộc chi Acentroscelus. Acentroscelus gallinii được Cândido Firmino de Mello-Leitão miêu tả năm 1943.